# سسامه
سسامه (به ایتالیایی: Sessame) یک کومونه در ایتالیا است که در استان آسته واقع شده‌است. سسامه ۸٫۵ کیلومتر مربع مساحت و ۲۸۱ نفر جمعیت دارد.